# Pfatterer Au
Die Pfatterer Au ist ein 359 Hektar großes zur Gemeinde Pfatter gehörendes Naturschutzgebiet nördlich von Pfatter und südlich der Donau gelegen im Landkreis Regensburg, Bayern.
Das Naturschutzgebiet umfasst Stromtalwiesen, Donau-Altwässer mit Verlandungsbereichen und Auenvegetation. Weiter ist es Rast-, Brut- und Überwinterungsgebiet seltener Vogelarten wie dem Großen Brachvogel, der hier sein einziges Brutvorkommen im Landkreis Regensburg hat. Der Ausbau der Donau reduzierte allerdings die Fließdynamik des Flusses, was sich negativ auf die Auenbereiche auswirkte. Nördlich der Donau schließt sich das Naturschutzgebiet Stöcklwörth an, im Osten liegt das Naturschutzgebiet Gmünder Au. 
Der Verlauf des alten Donaumäanders ist deutlich zu erkennen, und der Prallhang ist erhalten. Es ist vom Bayerischen Landesamt für Umwelt als Geotop (375R034) ausgewiesen.